# HMS Ajax (1767)
HMS Ajax (1767) — 74-пушечный линейный корабль третьего ранга. Первый корабль Королевского флота, названный в честь античного героя Аякса. Заказан 4 декабря 1762 года. Спущен на воду 23 декабря 1767 в Портсмуте. Спроектирован Уильямом Бейтли и схож с предыдущим проектом этого конструктора HMS Canada перенятой у французов компоновкой с 28 орудиями на нижней палубе и 30 на средней, что заметно отличало его от "одноклассников" Королевского флота. Единственный корабль, построенный по этому чертежу.

## Служба
Участвовал в Американской революционной войне. Был при мысе Финистерре, при Форт-Ройял, при Чесапике, при Сент-Киттсе и при Островах Всех святых.
1781 — капитан Джон Саймонс (англ. John Symons), Наветренные острова. Был с эскадрой контр-адмирала Самуэля Худа при Форт−Ройял, Мартиника.
1781 — капитан Николас Каррингтон (англ. Nicholas Charrington), был при Чесапике.
1784 — Ширнесс.
1785 — продан.